# Gongromastix epista
Gongromastix epista är en tvåvingeart som beskrevs av Pritchard 1951. Gongromastix epista ingår i släktet Gongromastix och familjen gallmyggor.
Artens utbredningsområde är Kalifornien. Inga underarter finns listade i Catalogue of Life.